# Christian Mertens (Regisseur)
Christian Mertens (* 1977 in Altenerding) ist ein deutscher Filmregisseur.

## Leben
Christian Mertens wurde in Altenerding, Bayern geboren, wuchs aber in Kiel auf. Er studierte von 2001 bis 2007 Regie an der Hochschule für Film und Fernsehen „Konrad Wolf“ in Potsdam-Babelsberg. Sein Abschlussfilm „Wiedling“ wurde für den „First Steps Award“ und „Studio Hamburg Nachwuchspreis“ nominiert. Seit 2004 leitet Mertens auch Seminare für Dramaturgie und Filmregie an verschiedenen Instituten, so beispielsweise an der Universität Kiel.
Neben Spielfilmen und Dokumentationen dreht der in Berlin lebende Regisseur Werbespots für Kino und TV. Musikvideos produzierte er u. a. für Niels Frevert, Gisbert zu Knyphausen und Moritz Krämer. Sein Musikvideo „Baukran“ gewann den Filmpreis Schleswig-Holstein 2010. 2013 führte er Regie beim Musikvideo Skyline, mit dem die Schweizer Pop-Band Pegasus den Platz eins der Schweizer Single-Charts erreichte.
Zusammen mit Regisseur und Drehbuchautor Bartosz Werner (Unkraut im Paradies) veröffentlichte Mertens im September 2016 den Dramaturgieratgeber „So bekommen Sie Ihr Drehbuch in den Griff“ im UVK-Verlag.

## Filmographie (Auswahl)
- 1999: Rosen für Anna, Kurzfilm, Produktion/Buch
- 2000: 600-115, Kurzfilm, 10 min., Regie/Produktion/Drehbuch
- 2002: Herzlich Willkommen (Dokumentation), 13 min., Regie/Buch
- 2003: Filmstar Martin Luther (Dokumentation im Auftrag der Luther-Gedenkstätten, Sachsen-Anhalt), 15 min., Regie/Buch
- 2004: Die andere Seite, Kurzfilm, 12 min., Regie
- 2006: Wiedling, Spielfilm, 30 min., Regie
- 2009: Baukran Niels Frevert, Musikvideo, 4 min., Drehbuch, Regie
- 2010: Hurra. Hurra. So nicht! Gisbert zu Knyphausen, Musikvideo, 4 min., Regie
- 2011: 90 Minuten, Musikvideo, 4 min., Drehbuch, Regie
- 2011: Flo und seine Hip Hop Kids, 30 min. TV, Regie (Doku über Florian Sump)
- 2013: Skyline, Musikvideo, 4 min., Regie

## Auszeichnungen
- Hans-Hoch-Filmpreis
  - 1999 3. Preis für: „Rosen für Anna“
- Filmfest Schleswig-Holstein
  - 2005 Bester Film für: „Die andere Seite“
- First Steps Award
  - 2006 Nominierung für: „Wiedling“
- Studio Hamburg Nachwuchspreis
  - 2006 Nominierung für: „Wiedling“
- Filmfest Schleswig-Holstein
  - 2010 Bester Film für: „Baukran“ (Musikvideo)